# 基督教靈基營暨中心

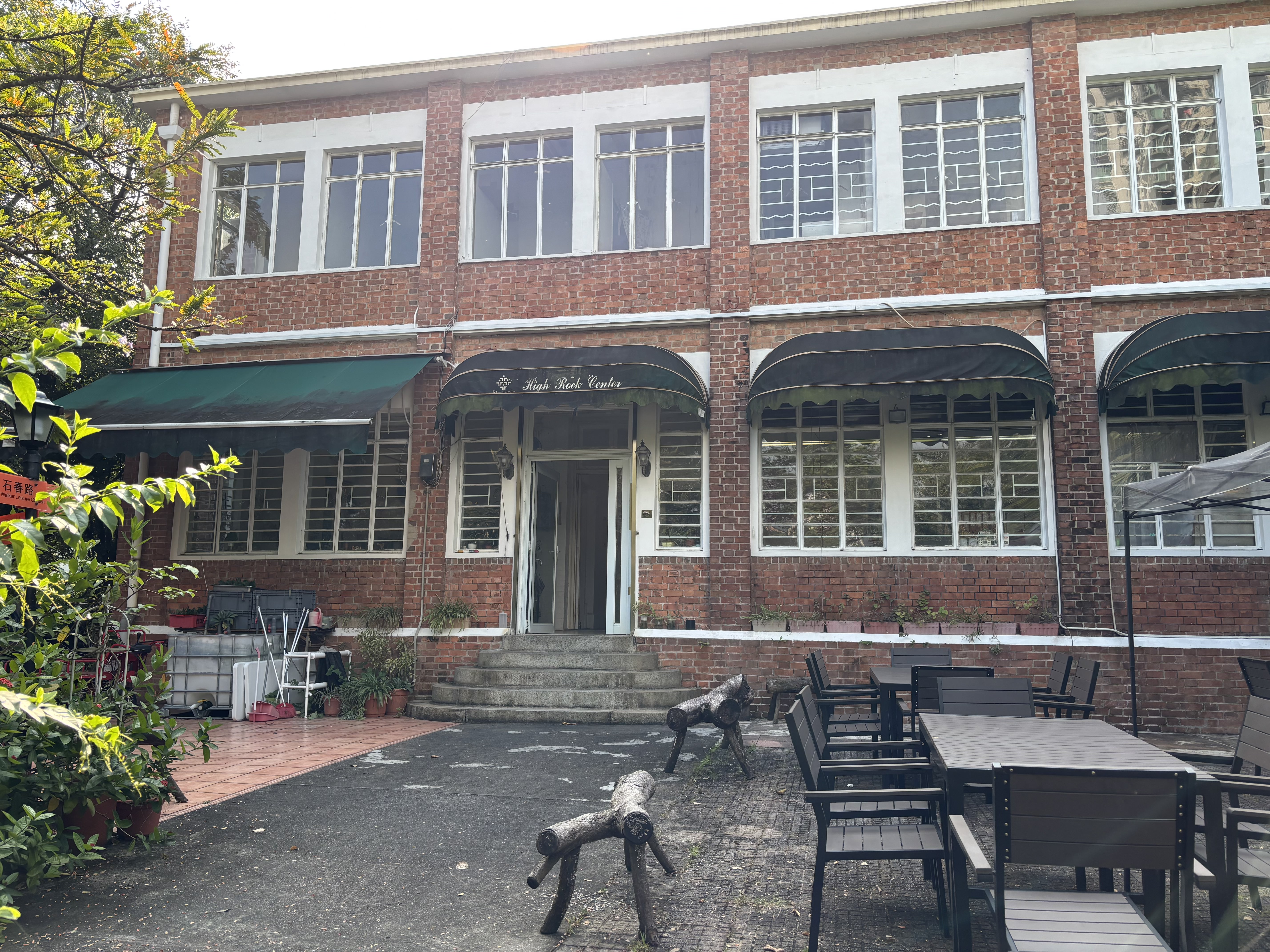
香港神託會靈基營正門

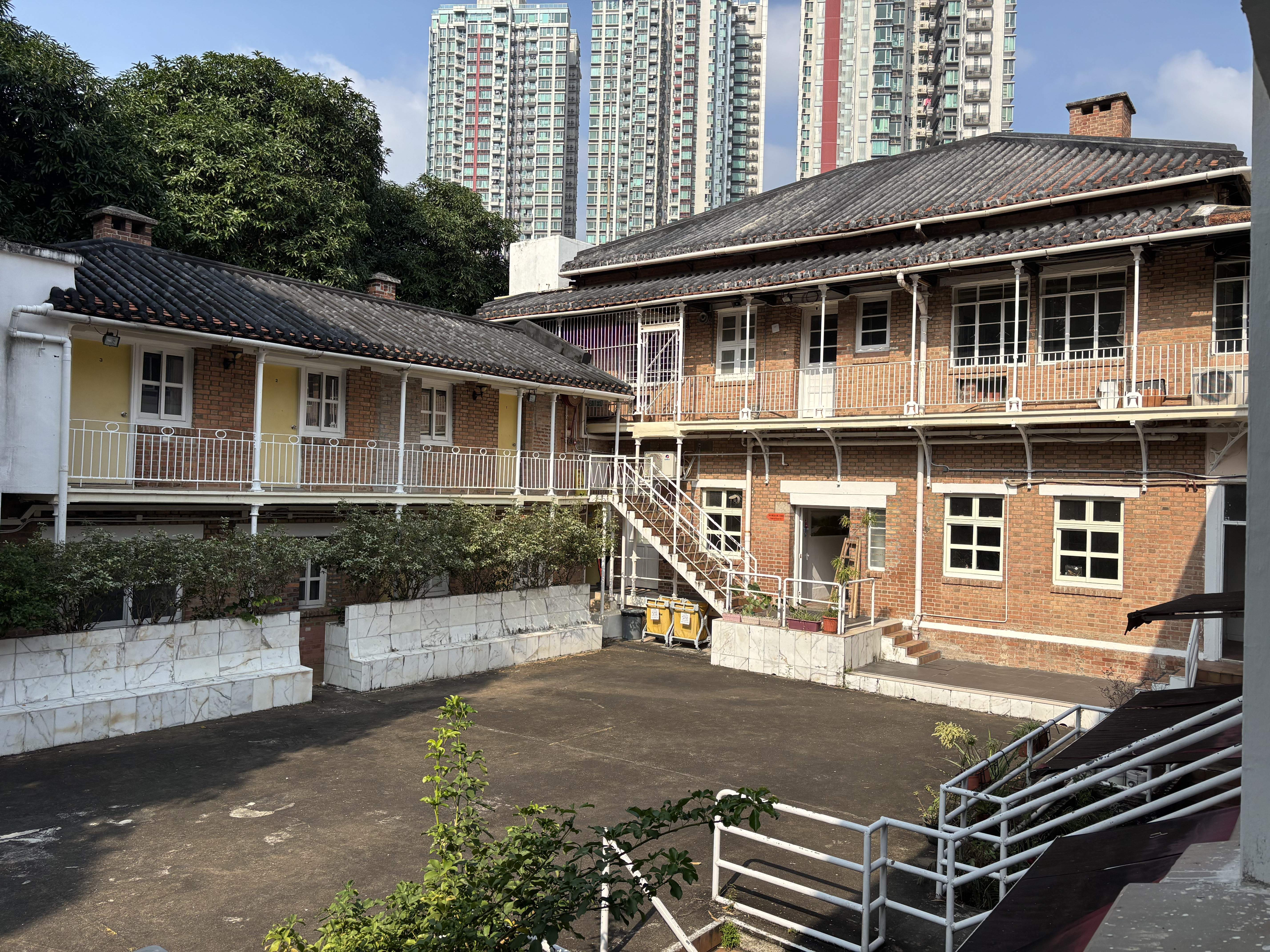
香港神託會靈基營二級歷史建築舊翼

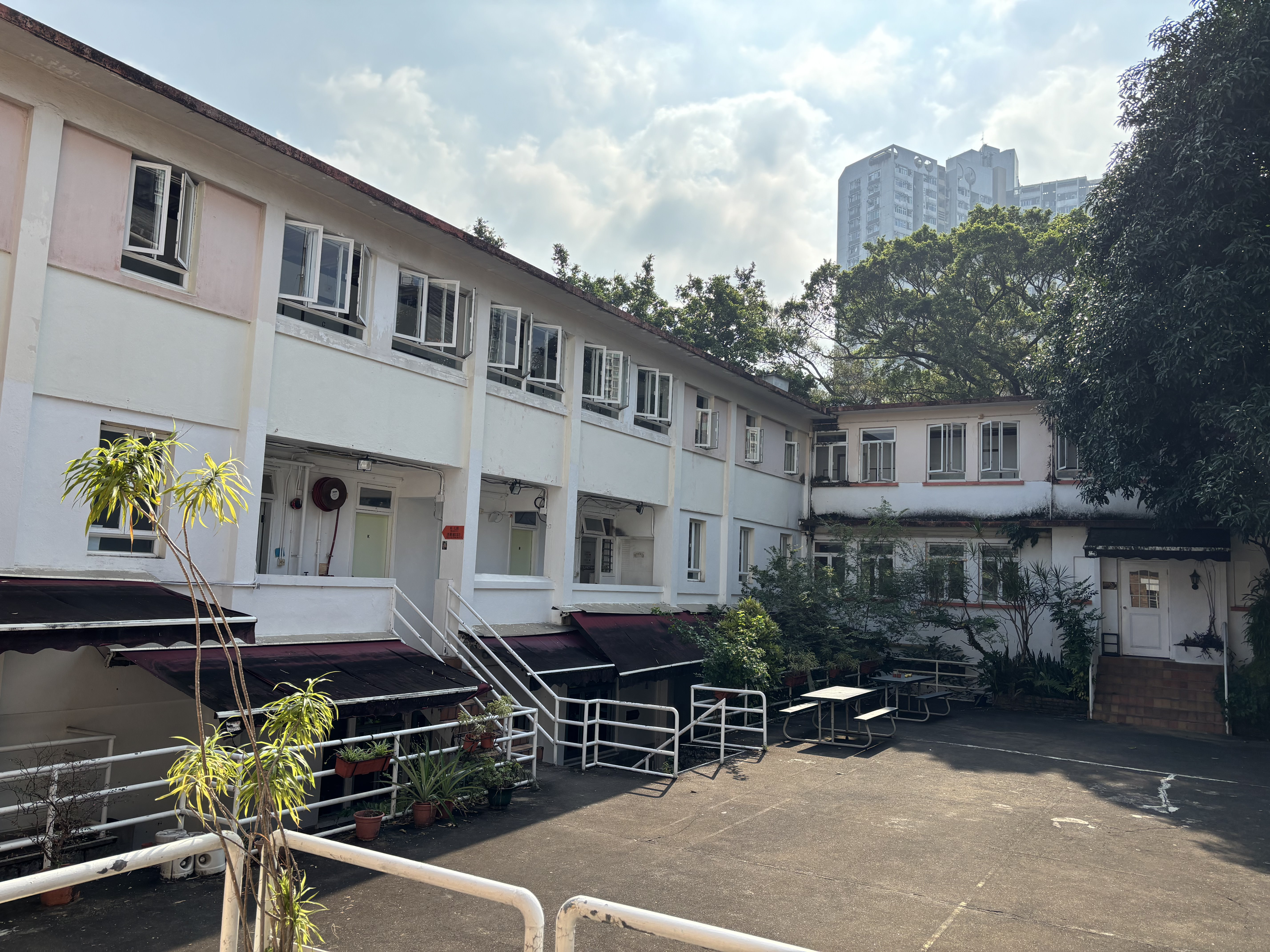
香港神託會靈基營1950年代新翼

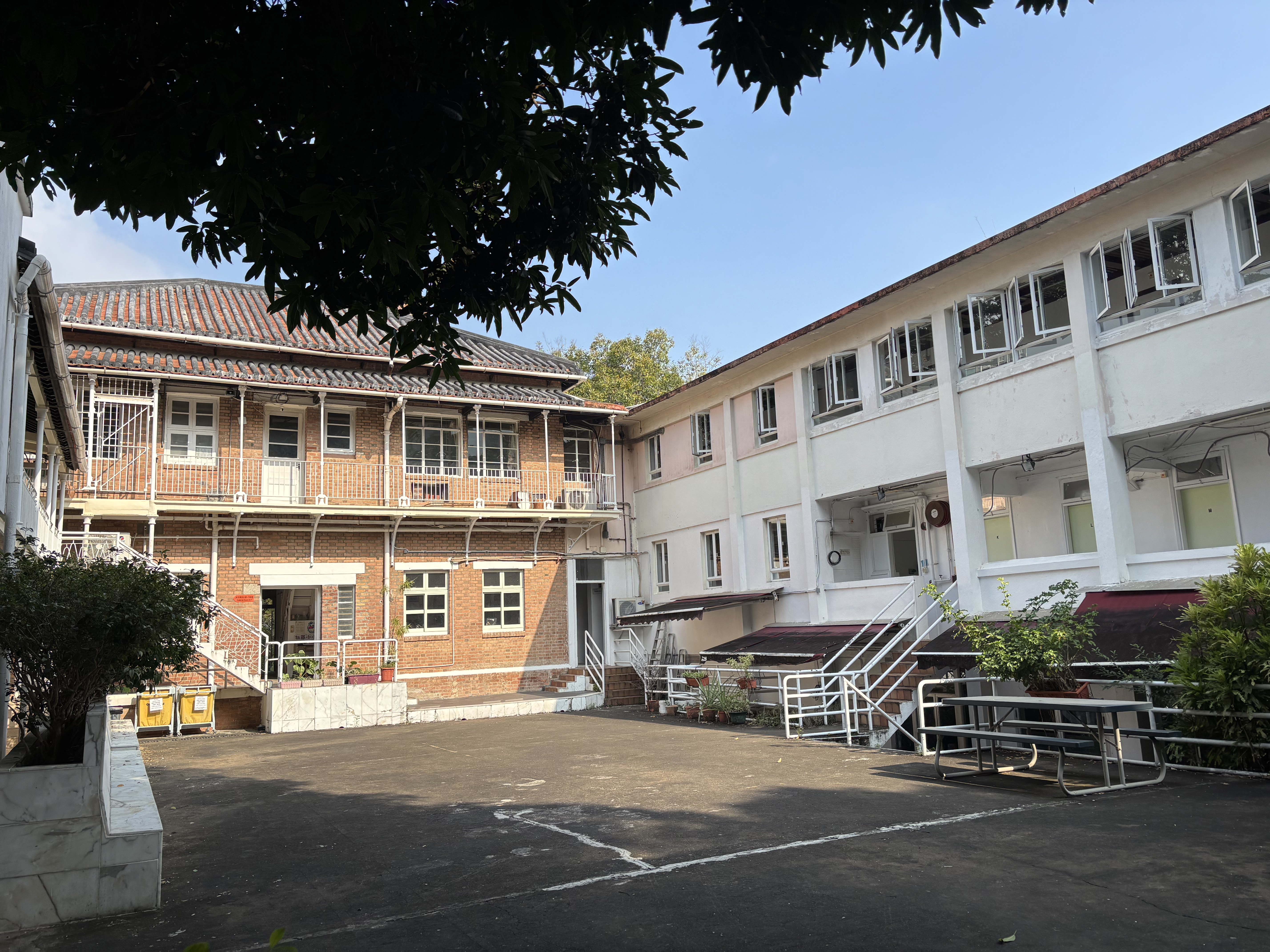
香港神託會靈基營廣場

香港神託會靈基營，簡稱靈基營，是香港一個營地暨退修中心，位於新界沙田區，秦石邨以東，港鐵車公廟站對面的小山丘上，由香港神託會管理，現時作文化藝術活動、場地租用、營舍服務及退修之用。

## 歷史
靈基營的前身為舊沙田警署，建於1924年，與對面銅鑼灣山的警署相對。香港日治時期，由於當時未進行填海，所處位置能夠俯瞰整個沙田區，故成為日軍指揮中心。國共內戰後，有宣教士改建該處為孤兒院，後於1964年增設基督教靈基學校和幼稚園。1966年孤兒院停辦，並於1973年成為靈基學校的一部份。1980年，整個建築群由香港神託會正式接管，稱為香港神託之家基督教靈基營暨中心，為青少年及兒童提供宿營服務。
2008年，香港神託會獲香港公益金贊助，耗資120萬港元重修營舍，並以社會企業模式設立退修中心。退修中心可供任何宗教的人士、團體或企業作靜修、研討會、訓練營、工作坊或歷奇訓練等用途。

## 建築特色
建於1924年的舊沙田警署建築，於2010年8月31日獲評為二級歷史建築。警署建築佈局呈U字形，前方採用中式瓦頂，牆身則採用英式紅磚，糅合中西方建築風格。建築物所設的以鐵架支撐和欄杆圍繞的陽台，以及木製的樓梯，至今仍保存良好。

## 設施
靈基營提供2人房至10人房，合共72個宿位，並設有活動室、自然戶外空間及燒烤場等設施。

## 外部連結
1. ↑  https://www.aab.gov.hk/filemanager/aab/common/historicbuilding/cn/563_Appraisal_Chin.pdf